# Mandevilla angustata
Mandevilla angustata är en oleanderväxtart som först beskrevs av Julian Alfred Steyermark, och fick sitt nu gällande namn av J.F.Morales. Mandevilla angustata ingår i släktet Mandevilla och familjen oleanderväxter. Inga underarter finns listade i Catalogue of Life.